# Plaine-et-Vallées
Plaine-et-Vallées is een fusiegemeente (commune nouvelle) in het Franse departement Deux-Sèvres in de regio Nouvelle-Aquitaine. De gemeente maakt deel uit van het arrondissement Bressuire.

## Geschiedenis
Plaine-et-Vallées is op 1 januari 2019 ontstaan door de fusie van de gemeenten Brie, Oiron, Saint-Jouin-de-Marnes en Taizé-Maulais. 

## Bevolking
De gemeenten die nu Plaine-et-Vallées vormden telden in 2017 samen 2405 inwoners.